# Fildes Point
Fildes Point är en udde i Antarktis. Den ligger på Deception Island i Sydshetlandsöarna. Argentina, Chile och Storbritannien gör anspråk på området.
Terrängen inåt land är huvudsakligen kuperad, men söderut är den platt. Havet är nära Fildes Point åt sydost.  Trakten är glest befolkad. Närmaste befolkade plats är Gabriel de Castilla Spanish Antarctic Station, 6,8 kilometer väster om Fildes Point.